# Cantone di Longuyon
Il Cantone di Longuyon era una divisione amministrativa dell'arrondissement di Briey.
È stato soppresso a seguito della riforma complessiva dei cantoni del 2014, che è entrata in vigore con le elezioni dipartimentali del 2015.
Comprendeva i comuni di:
- Allondrelle-la-Malmaison
- Beuveille
- Charency-Vezin
- Colmey
- Cons-la-Grandville
- Doncourt-lès-Longuyon
- Épiez-sur-Chiers
- Fresnois-la-Montagne
- Grand-Failly
- Han-devant-Pierrepont
- Longuyon
- Montigny-sur-Chiers
- Othe
- Petit-Failly
- Pierrepont
- Saint-Jean-lès-Longuyon
- Saint-Pancré
- Tellancourt
- Ugny
- Villers-la-Chèvre
- Villers-le-Rond
- Viviers-sur-Chiers
- Villette